# Police Simulator: Patrol Officers
Police Simulator: Patrol Officers est un jeu de simulation développé par le studio Aesir Interactive et publié par Astragon Entertainment sur Steam le 17 juin 2021.

## Système de jeu
Le jeu vous place dans la peau d’un officier de police opérant dans la ville américaine fictive de Brighton, inspirée de Boston. Celui-ci devra faire respecter la loi aux habitants, piétons ainsi qu’aux conducteurs. 

## Gameplay
Le côté simulation du jeu est donné par les tâches et le planning que l’officier doit gérer. Par semaine, vous travaillez que cinq jours et vous pouvez choisir deux jours de repos, ce système vous permet de passer les tâches que vous n’avez pas forcément envie de faire comme les patrouilles à pied. Un jour de travail dure environ 30 minutes mais le joueur est libre de choisir la durée de sa patrouille.
Afin de progresser dans votre carrière, il faut gagner de l’expérience. Cependant, le joueur peut en perdre s’il abuse de son statut de policier, en réalisant par exemple des mises en fourrière abusives ou en fouillant quelqu'un de façon injustifiée.  
À chaque fois que le joueur gagne de l’expérience, il peut débloquer de nouvelles fonctionnalités, comme un radar ou de nouveaux types d'intervention.

## Développement
Police Simulator: Patrol Officers est développé par Aesir Interactive et édité par Astragon Entertainment, il est sorti le 17 juin 2021 sur PC.

## Accueil
Selon Everwolf de Geek Generation, « le jeu est une bonne surprise, même si les graphismes pourront faire grincer les dents des puristes. Celui-ci dira également que le jeu n’aura aucun mal a trouver son public, car celui-ci propose beaucoup d’interactions et que l’équipe de développement sort des correctifs assez régulièrement ». Il lui a donné une note de 3.1/5.